# Brachyotum fratemum
Brachyotum fratemum är en tvåhjärtbladig växtart som beskrevs av John Julius Wurdack. Brachyotum fratemum ingår i släktet Brachyotum och familjen Melastomataceae. Inga underarter finns listade i Catalogue of Life.